# باول ك. هولمز الثالث
باول ك. هولمز الثالث (بالإنجليزية: Paul K. Holmes III)‏ هو محامي وقاضي أمريكي، ولد في 10 نوفمبر 1951 في نيوبورت في الولايات المتحدة.